# 台北清真寺
台北清真寺，又稱台北清真大寺，位於臺灣台北市大安區大安森林公園旁，由建築師楊卓成設計，為1958年應沙烏地阿拉伯國王紹德到臺灣而建，1960年落成，1999年列市定古蹟。

## 建築

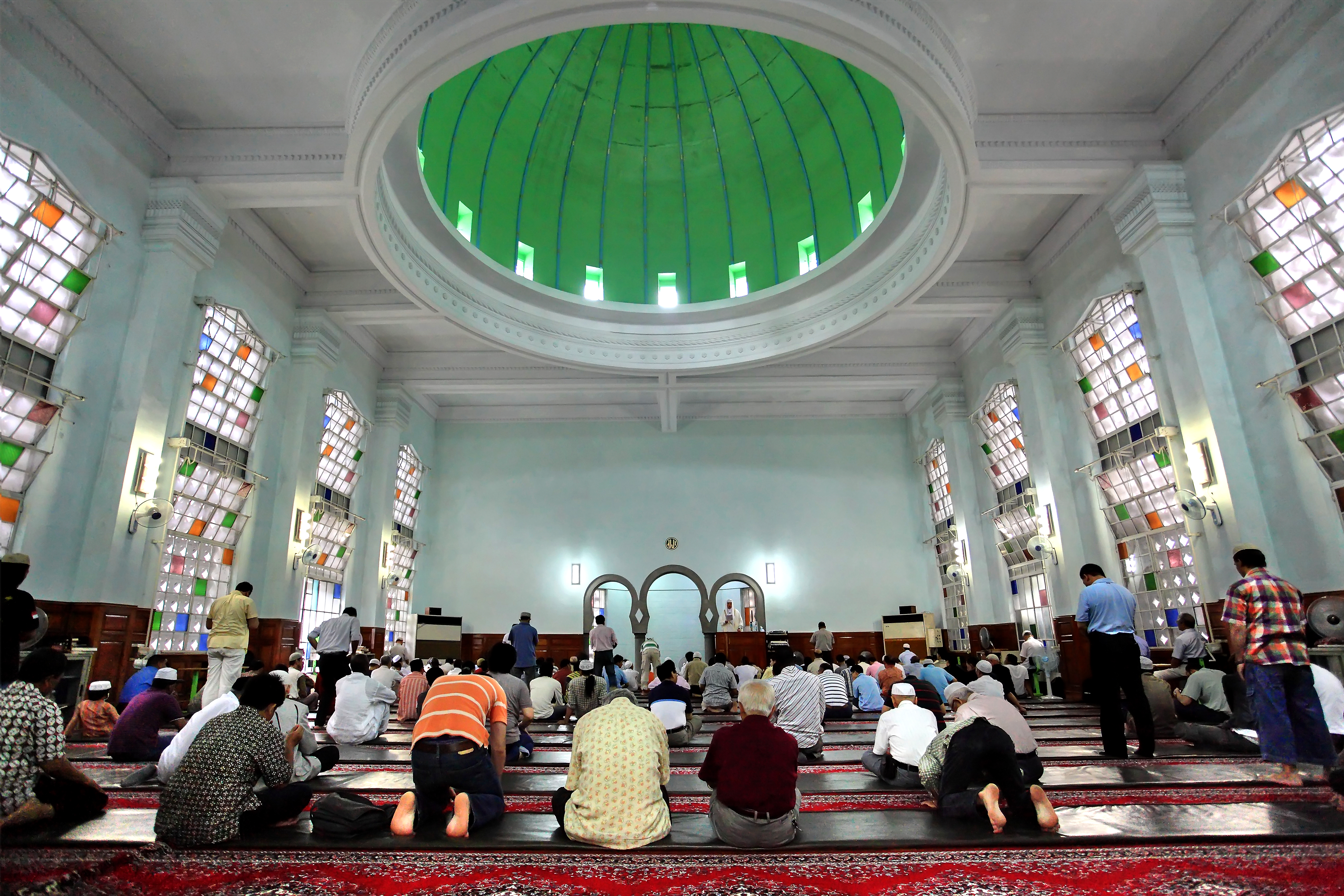
寺內一景

台北清真寺是臺北市最早仿伊斯蘭建築式樣興建的禮拜堂，正面設拱圈迴廊，拱門為馬蹄形，兩側有一對邦克樓高逾20公尺。對一旁的青田街住戶來說，仿佛是《一千零一夜》中的巍峨皇宮。中華郵政在2020年9月29日發行的台灣清真寺郵票，便以台北清真寺與台中清真寺為題材。
台北清真寺的正殿圓頂無梁柱支撐為典型的土耳其建築工法，為奧圖曼式洋蔥型小尖頂，挑高15公尺，入夜後有燈光能從頂內射出，殿頂月牙型桿兼做避雷針。殿內鋪設手工波斯羊毛地毯，可容六百人禮拜。設計人楊卓成在花紋設計上化繁為簡，僅在必要處做一些象徵的代表，而以花紋為主，以適應當地人的審美觀念。此外，建材則使用本土洗石子、水泥空心磚與馬賽克等臺灣早期慣用工料，可謂伊斯蘭風融合臺灣本土文化。正殿兩旁為貴賓室，以便各國伊斯蘭宗教領袖來臺灣時，與本地教友相聚之用。
右翼是禮堂兼餐廳，供婚喪喜慶及便利教徒飲食之用。寺方在每周五主麻日的早上10點半到下午2點會舉辦市集，販賣合乎伊斯蘭規定的食物。左翼是作為大淨、小淨的浴間，及專供清洗去世教徒之用的清洗室。
因寺地原為瑠公圳蓋成的馬路上，地質較鬆軟，加上設計沒有地下室，導致日後出現地層下陷問題。

## 歷史

### 建寺原因

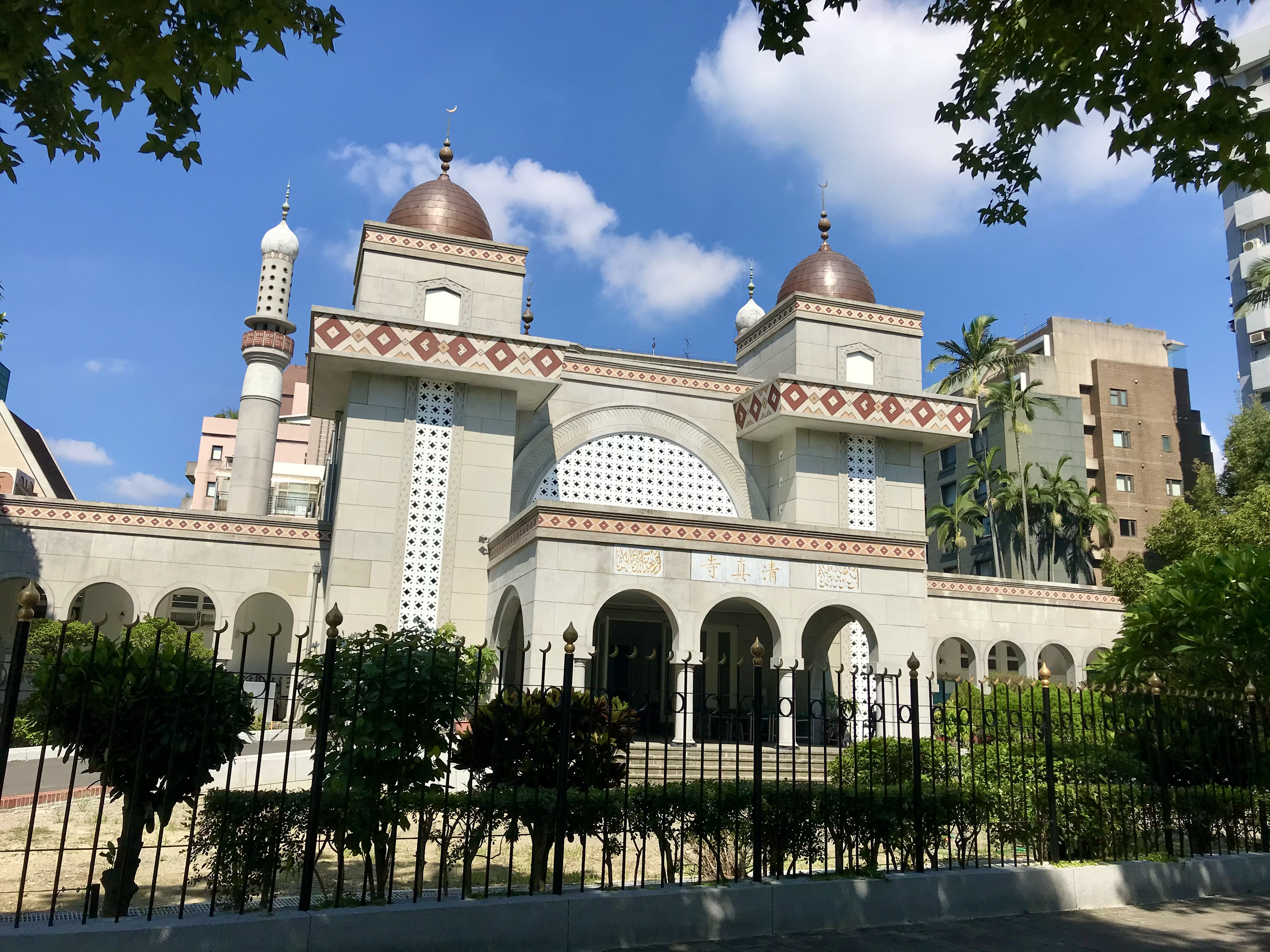
台北清真寺斜照

1957年1月，時任外交部長的葉公超在美國出席第十一屆聯合國大會時，恰巧與沙烏地阿拉伯國王紹德住在同一家飯店，便透過土耳其駐美大使居中協調，邀請紹德國王到台北訪問。為來訪時有合適的禮拜場所，葉公超與臺灣伊斯蘭教人士會商，由他自己親自擔保向臺灣銀行貸款400萬台幣，以在臺北市建立合適的清真寺。
中國回教協會在1957年組織台北市興建清真寺籌備委員會，以白崇禧、馬繼援、康玉書、劉景山、堯樂博士、時子周等四十餘人為籌備委員。回教協會於1958年4月30日簽約，以約新台幣87萬元向地主張子良買下810坪建地，當時教徒不太懂土地權須採登記主義，之後張子良長期滯留國外並閃避過戶登記手續。5月3日，時子周以回教協會理事長身分在洪長興飯莊報告籌建進度，宣布款項計美金22290元，其中由沙烏地阿拉伯大使馬步芳捐美金10000元、伊拉克王儲阿布都拉捐美金1000元、土耳其總理孟德斯捐美金1000元。5月18日，伊朗國王巴勒維在圓山大飯店接見回教協會常務理監事謝澄波、左道雲、孫繩武、石樂三、馬繼援、閔湘帆、常子萱等人時，捐出美金2000元作建寺。11月開始興建，施工商為大陸工程，耗費約新台幣600萬。
1960年4月13日舉行落成典禮時，時子周、白崇禧、堯樂博士共同主持。紹德國王後來並無如約來訪，但往後的時光，寺方陸續接待過前伊朗國王巴勒維、伊拉克攝政阿布杜拉、沙烏地阿拉伯國王費瑟以及約旦國王胡笙等人。當時台北清真寺幾乎就是中華民國外交部與伊斯蘭教國家間的外交窗口，連阿訇都長期由外交部曾做到公使的官員定中明擔任。

### 地產風波
1987年，張子良回臺灣要求台北清真寺拆寺還地。歷經三審判決，法院判定清真寺並非非法侵占張子良土地，雙方確有買賣契約關係，土地固然屬張子良所有，地上物也合法且有永久使用權。附近的大安森林公園創立後，台北清真寺周邊房價高漲。由於大安森林公園周圍建築密度已呈飽和，使得建設公司日享準備收購台北清真寺改建成住宅商品。1994年，嘉新水泥通過董事會及股東會，以新台幣4億6000多萬元向張子良繼承人購得清真寺土地，並將過戶手續辦妥。嘉泥持有部分約730坪，其餘與其他數名小地主共同持有。
1996年7月24日，中國回教協會鄭重否認出售台北清真寺的傳聞。為避免拆除，回教協會理事長馬家珍在1998年向台北市政府民政局申請列清真寺為古蹟。5月21日，多位古蹟學者專家與民政局前來會勘時，李乾朗表示此寺屋齡不長，一旦其列為古蹟，可能將是全國最年輕、突破紀錄的古蹟。民政局古蹟審查小組考量建物年代不符列定標準，因一旦破例，台北市其他案件都可能比照清真寺辦理要求翻案。
1999年，外交部駐沙烏地阿拉伯代表處傳回的資訊表示，台北清真寺可能被拆除的消息已一路傳到中東地區，當地多家報紙均刊載這則消息。2月8日，嘉新水泥表示該公司是依法取得土地，不希望糾紛擴大成政治或宗教事件，一定會配合政府政策，但市府必須依市價徵收土地。同天，馬家珍代表全臺灣六萬多名伊斯蘭教徒感謝古蹟文化工作者對台北清真大寺的關心外，表示清真寺是朝拜聖地，都是永久性的。3月5日下午，台北市民政局邀請文化大學教授李乾朗、中原大學教授黃柏鈴、政治大學阿拉伯語文學系教授金玉泉、伊斯蘭教長馬超賢、臺灣大學城鄉所教授劉可強等人到場會勘。行政院副院長劉兆玄從電視新聞上看到教徒為此落淚後，18日主動和台北市副市長歐晉德連繫，表示行政院文化資產保護小組可協助以容積率移轉辦法，保全清真寺。當天，立法委員劉文雄舉辦公聽會，行政院、外交部、內政部、教育部、台北市政府、省建築工會、古風史蹟協會、清真寺等單位代表共同研商，決定以容積率轉移補償嘉新水泥。29日，民政局古蹟審查小組以五票同意清真寺列市定古蹟，其餘三票則是建議列歷史建築。30日，民政局審查完成古蹟鑑定作業。6月8日，市政會議通過列為古蹟。
1999年10月2日，在台北市民政局長林正修、多國使節及協辦單位聯合報文化基金會的見證下，舉行市定古蹟揭幕典禮。嘉新以容積轉移方式獲得大安區金華段3483．05平方公尺五筆土地，每單位價格18萬2671元，交易總額新台幣6億3千6百萬元。

### 景觀維護
青田街鄰近臺灣大學、新生國小雙語學區，又有教會、警察局、郵局、傳統市場，不少預售個案因打上「青田街」名號，銷售順利。2004年2月19日，建商計畫在清真寺後方青田街巷內興建集合住宅，將構圖提交台北市都市設計審議委員會審議，但大樓外觀會使清真寺圓頂像｢長出獨角｣，引發激烈爭論，最後會中決議簽報台北市長馬英九專案處理。3月4日，市府都市設計審議委員會做成決議將給予建商增加建蔽率、容積獎勵等方式，降低建物樓高，以保全清真寺後方天際線。文化局特別為此召開協調會後，建商玉林建設首度鬆口表示，倘若市府願意促成容積移轉，公司願意變更設計降低樓層。9月2日，在同意降低高度從27降至22.8公尺後，發展局也依工程延宕期程的損失試算給予容積獎勵。之後，市府規定除緊鄰清真寺街廓之建築高度與量體規劃不得破壞清真寺之景觀外，2005年3月14日辦理公告青田街禁建二年，以保存此區古蹟與歷史建築。
2015年1月，屋頂開始出現漏水，由文化局核定補助220萬協助修護。原先的圓塔屋頂為銅質，日久從金黃色成為綠色，該年初上漆恢復原色。

## 外部連結
- 台北清真寺官方網站 （页面存档备份，存于）（中文）（英文）
- 清真寺-文化部文化資產局 （页面存档备份，存于）
- 台北清真寺-臺灣宗教文化地圖-臺灣宗教百景 （页面存档备份，存于）
- 臺北清真寺 - 臺北旅遊網 （页面存档备份，存于）
- 台北清真寺的Facebook專頁
- YouTube上的Taipei Grand Mosque (Official Media)頻道